# Dacian Cioloş
Dacian Julien Cioloș (Zalău, 27 de julho de 1969) é um político romeno, foi Primeiro-Ministro da Roménia de 2015 até 2017. Engenheiro agrónomo de formação, foi ministro da Agricultura e foi nomeado em 27 de novembro de 2009 para o cargo de comissário europeu da Agricultura na Comissão Barroso II, que desempenhou até novembro de 2014. Desempenhou também funções como Assessor Especial para a Segurança Alimentar, tendo sido nomeado para este cargo pelo Presidente da Comissão Europeia, Jean-Claude Juncker em junho de 2015. Em novembro de 2015, o presidente Klaus Iohannis nomeou-o primeiro-ministro, cargo que assumiu imediatamente após aprovação do parlamento.

## Biografia
Dacian Cioloș iniciou os seus estudos agrícolas no instituto agrícola de Șimleu Silvaniei. Continuou a estudar na Faculdade de Horticultura da Universidade de Cluj-Napoca entre 1989 e 1994, onde obteve o título de engenheiro horticultor. Continuou a estudar na Escola Nacional Superior Agrónoma de Rennes como bolseiro do governo francês (1995-1996). Em 1996, começou um DEA e um doutoramento em Economia do Desenvolvimento Agrícola (2000-2005) na Escola Nacional Superior Agrónoma de Montpellier. Após 13 meses especializou-se em agricultura ecológica.
Entre 1997 e 1999 foi bolseiro na Comissão Europeia preparando o programa europeu de ajuda agrícola SAPARD. Entre março e outubro de 1999 ocupou o cargo de diretor do e«Programa de Desenvolvimento Rural de Argeș». Trabalhou entre 1999 e 2001 como coordenador de programas de cooperação franco-romenos no centro internacional de cooperação para o desenvolvimento agrícola (CICDA).
Entre janeiro de 2002 e janeiro de 2003 foi delegado da Comissão Europeia na Roménia como task manager da agricultura e desenvolvimento rural. A partir de janeiro de 2003 de 2005, Cioloș começou a trabalhar no Ministério da Agricultura da Roménia, primeiro como conselheiro do ministro, depois como representante do governo romeno perante o Conselho da Europa (2005-2007) e finalmente como ministro da Agricultura e Desenvolvimento Rural (2007-2008).
Em 9 de fevereiro de 2010, o Parlamento Europeu investiu-o como comissário europeu da Agricultura na Comissão Barroso II. Embora não estivesse filiado em nenhum partido, foi apoiado pelo Partido Democrata Liberal.
Em novembro de 2015, registaram-se manifestações populares após um incêndio que provocou a morte a dezenas de pessoas no clube noturno Colectiv, em Bucareste. Este evento, somado às acusações de que foi alvo o então Primeiro Ministro Victor Ponta de corrupção, fraude, branqueamento de capitais e evasão fiscal, levaram Ponta a anunciar a sua renúncia. Como seu sucessor, o Presidente Klaus Iohannis apontou Dacian Ciolos, que foi nomeado após aprovação do parlamento.